# Теодор Потоцький (белзький воєвода)
Теодор Потоцький (пол. Teodor Potocki, 8 серпня 1738[джерело?] — 10 серпня 1812) — польський шляхтич, магнат, генерал-майор коронних військ, барський конфедерат, останній белзький воєвода (1791–1795); «…високого зросту, одягався коштовно, по-польськи. Дуже м'який, як правило, іноді вибухав короткочасним насильством.»

## Життєпис
Народився 8 серпня 1738[джерело?] року в родині брацлавського каштеляна Яна Потоцького і його третьої дружини Констанції з Даниловичів. Був молодшим зведеним братом генерала-поручника польської армії Йоахіма Кароля Потоцького (1725—1791).
Після смерті батька (1744 р.) отримав Смотрицьке староство у Подільському воєводстві. 1753 року отримав панцерну хоругву коронного війська від Миколи Василя Потоцького, 1763-го став полковником коронної артилерії.
На початку 1767 р. приєднався до Радомської конфедерації. 29 травня у Княжполі був обраний маршалком Подільського воєводства. 23 червня підписав акт генеральної конфедерації, а 24 серпня був обраний послом на Надзвичайний варшавський сеймик (5.10.1767 — 5.03.1768). Внаслідок того, що рішення Варшавського сеймику суперечили наміру росіян, маєтки Потоцького та інших його сподвижників були захоплені російськими військами.
У вересні 1772 року вийшов з конфедерації і виклопотав звільнення своїх земель від секвестру. 1776 року призначений послом від Подільського воєводства на Варшавський сейм, став консулом Найвищої ради в проголошеній перед сеймом конфедерації. 1783 року отримав орден св. Станіслава. Того ж року здобув підтвердження шляхетства у Львівському земському суді.
19 травня 1787 року вітав Станіслава Августа в Тульчині. 8 жовтня 1789 року став генерал-майором артилерії. 28 травня 1790 року отримав орден Білого Орла. 5 лютого 1791 року був призначений белзьким воєводою.
Після ІІ поділу Речі Посполитої їздив з делегацією до Петербурга, щоб від себе та здобутого Росією краю подякувати імператриці «за честь підданства і опіку».
У листопаді 1796 року, перебуваючи разом з дружиною у Петеребурзі, був свідком виходу на волю Т. Костюшка та інших польських полонених. Отримав чин таємного радника. Під час війни з Австрією 1809 року пожертвував 100 тисяч злотих на полк кавалерії, який організував його син Адам.
Помер 8 серпня 1812 року. Був похований у родинному склепі в Смотрицькому костелі.

### Земельні володіння, маєтності, посади
Смотрицьке староство силою конституції сейму 1767–1768 років мав у спадковому володінні взамін за свій маєток Яругу в Подільському воєводстві. Одночасно Яругу отримав як королівщину. Попри те, що 20 травня 1790 року був прийнятий закон про заборону заміни коронних маєтків на спадкові, у зв'язку з чим до старости були надіслані люстратори, Потоцькому вдалося його вберегти за собою.
1759 року набув від стрийка Міхала Францішка Потоцького Нєсвін і спільно з братом Йоахімом — Говарчув у Сандомирському воєводстві.
У Подільському воєводстві Т. Потоцькому належали «ключі»:
- Франпільський (Франпіль, Франківка, Лошківці, Савинці, Удріївці, Перелівка);
- Княжпільський;
- Озаринецький (останнім володів спільно з братом), а також Більче.

У Брацлавському воєводстві — ключі:
- Ворошилівський (Ворошилівка з передмістям та присілком Теодорівка, Борсків, Сутиски, Кордулянка, Витава, Тарабанівка);
- Савинецький (Савинці, Цибулівка, Китайгород, Козинці, Куниче), а також Мар'янів і Чурилів з прилеглими селами Деребчином, Попелівкою та ін.;

У Руському — Журів, Городенка й Печеніжин. Печеніжинські маєтки через наявність копалень солі уряд Австрії забрав 1787 р., як винагороду мав отримати староство у Городку Ягайлонському; його тимчасово тримав у 1787—1792 р., в 1792 р. передали до адміністрації урядової, він отримав близько 357000 золотих ринських. Крім того, мав палац Бесядецьких у Львові. 1759 р. збудував також новий палац у Савинцях (із «Фрампільського ключа»), навколо якого заклав парк.
1775 р. отримав емфітевтичним правом Ольштинське староство у Краківському воєводстві. Те староство та Яругу, за королівським дозволом від 6 липня 1786 року, передав у пожиттєве володіння при розлученні своїй першій дружині Кароліні із Сапєгів.
1795 р., сплативши іншим спадкоємцям 15000 дукатів, отримав після своєї матері Березне на Волині.
Головною садибою був маєток в Смотричі. Тримав численний і пишний двір, гвардію козаків, театр та надвірну капеллу.

### Меценатство
- 1767 року отримав привілеї для запровадження у Чурилові (Джурині) 12 ярмарків.
- Багато жертвував на релігійні цілі, зокрема збудував костел у Савинцях (замість згорілої у 1783 році церкви УГКЦ).
- Фундував церкви: Успіння Пресвятої Богородиці в Михайлівці Ярузькій (1776) та Чудо-Михайлівську в Деребчині (1783)

### Сім'я
Був двічі одруженим.
- Перша дружина (від 1775 року) — Кароліна Сапега (1759—1814), донька великого литовського канцлера, князя Олександра Михайла Сапеги та Агнєшки Магдалєни з Любомирських. Син Адам (1776—1812) — учасник повстання під проводом Тадеуша Костюшка, полковник війська Варшавського князівства.
- Друга дружина (від 1788 року) — Кордуля Коморовска (1760—1838), донька любачівського ловчого Якуба Коморовского і Антоніни з Павловських, сестра першої дружини С. Щ. Потоцького Гертруди Коморовської. Після смерті чоловіка отримала в пожиттєве володіння «Фрампільський ключ» і в спадкове — «Ворошилівський».